# 佐藤信長
佐藤信長（Sato Nobunaga、さとう のぶなが、1995年3月30日—），日本的演員，出生於日本宮崎縣，宮崎大使。身高175公分，血型A型。興趣為車、重型機車。代表作品有舞台劇《BLUE LOCK 藍色監獄》、音樂劇《刀劍亂舞》、音樂劇《DREAM!ing》、音樂劇《東京復仇者》、以及Hyper Projection話劇《排球少年!!》。

## 簡歷
- 2015年，就讀大學時在朋友的推薦下參加了JUNON SUPERBOY CONTEST，於最終審查前落選。透過此經驗有了進入演藝圈的決心，而後隻身前往東京的藝能養成所，於養成所培訓期間獲簽入藝能經紀公司SPACE CRAFT，開始演藝生涯。[1]

- 2016年，舞台演員出道。
- 2018年，於舞台劇《Hyper Projection話劇「排球少年!!」》飾演白布賢二郎，開始於2.5次元舞台受到注目。
- 2019年，以同經紀公司所屬的舞台演員們共同組成團體TFG （页面存档备份，存于）  出道，亦發行了CD，開始歌手活動。該團體於2022年8月解散。
- 2020年，於音樂劇《DREAM!ing》中飾演主角望月悠馬，為初次於舞台劇組中擔任座長（主演）。
- 2021年，於音樂劇《刀劍亂舞》東京心憶中飾演源清麿，成為刀劍男士一員。
- 2022年2月，離開所屬的經紀公司。目前除了以舞台演員活躍之外，亦擁有個人旅遊節目及廣播節目，擔任賽車節目導覽，與服飾品牌合作不定期推出聯名服飾，並同時致力於家鄉宮崎縣的相關工作，於演藝活動中有多元發展。
- 2023年5月，於舞台劇《BLUE LOCK 藍色監獄》中以細膩的演技與靈活的動作技巧演活蜂樂迴一角，造成話題。[2]
- 2023年7月，出演舞台劇《いとしの儚》[3]，受知名舞台演出家茅野イサム親自欽點飾演劇中要角。該公演為茅野イサム領軍劇團之首部重要作品。[4]
- 2023年7月，獲頒成為宣傳宮崎縣魅力的「宮崎大使」一員。[5]

## 人物、興趣
- 興趣為排球、車、摩托車[6]、三溫暖。特技為吹奏直笛。
- 擅長料理，時常進行料理直播中手法相當俐落。

- 從小學到高中12年來皆為排球社，位置為舉球員（二傳手），並曾於國中校隊時期被選為宮崎縣代表進入前8強[6]。在舞台劇排球少年中飾演的白布賢二郎，也同樣為舉球員。
- 新生代舞台演員中的自然演技派。擅於以細微的表情差異呈現其心境變化，且能以語氣掌控的方式，而非模仿聲音來忠實呈現角色的個性特質。其自然風格忠實呈現出的自然演技受到好評。
- 飾演角色從溫柔守護型、純樸善良青年、到古靈精怪的自由人等，類型相當廣泛。
- 被同為舞台演員的松島勇之介，讚賞是背地裡努力的類型。
- 擅長歌唱，擁有相對音感。
- 持有重型機車駕照，享受重型機車的速度感，曾在賽車場跑出時速300公里的紀錄[7]。目前不定期會與摩托車專門雜誌合作企劃。日前購入自用愛車「DUCATI Panigale V4 S」[8]。
- 於2023年下旬取得鈴鹿賽車場的四輪執照（於該賽車場需要取得執照才能下場駕駛，實際上曾跑出時速200公里以上的紀錄），並為鈴鹿賽車場官方拍攝了宣傳影片[9]。
- 熱衷並且講究親手洗車。於歷史悠久的摩托車雜誌的網路專欄中，寫有關於洗車的解說文章[10]。
- 近期迷上三溫暖，除了私下會前往各種三溫暖設施之外，亦曾在個人的旅遊節目中造訪位於山梨縣清里的知名三溫暖聖地88PEAKS。[11][12]
- 於音樂劇《DREAM!ing》第2部-Rainy Days（2022年）中因應劇情需求，練就了吹奏高音直笛的能力，並能即興演奏出各種聽過旋律的歌曲[13]。
- 2023年1月開設了個人YouTube頻道 - Nobunaga_MotoVlog[14]，專以拍攝騎乘愛車時的乘車風景、以及介紹機車咖啡廳的影片為主。後將頻道名改為佐藤信長Channel，影片內容更加多元化，包含Gran Turismo7遊戲實況直播[15]、海外旅遊影片[16]等。
- 2024年12月10日，於出演演劇Draft Grand Prix THE FINAL時展現了料理技巧，成為了世界上唯一一位「在日本武道館舞台上煎日式蛋捲」的男人。

## 舞台演出

### 舞台相關

#### 2016年
- Parco・Produce（パルコ・プロデュース）2016《露出狂》（2016年9月30日 - 10月10日、Zepp Blue Theater六本木） - 飾演 Team狂・比留/Team出・氏川

#### 2017年
- MONTAGE（2017年4月24日 - 30日　5月23 - 28日、淺草六區YUMEMACHI劇場）

#### 2018年
- 演劇企劃Unit劇團山本（演劇企画ユニット 劇団山本屋）屋Classic theater Vol.0 『かもめ』（2018年3月15日 - 18日、VACANT）
- Crest Scissors（クレストシザーズ）（2018年3月15日 - 18日、VACANT） - 飾演 中島基
- 男生不辛苦喔？（男子はつらくないよ？）（2018年5月10日 - 19日、SunShine劇場 等） - 飾演 NOBU

- Hyper Projection話劇「排球少年!!」（ハイパープロジェクション演劇『ハイキュー!!』） - 白布賢二郎
  - 最強的場所（2018年10月20日 - 12月16日、TOKYO DOME CITY HALL 等）

#### 2019年
- RAILWAY（レイルウェイ） - 飾演 滑川達也
  - RAILWAY（レイルウェイ）（2019年2月22日 - 3月2日、全勞濟Hall／Space・zero）
  - RAILWAY（レイルウェイ） 〜Take Off〜（2020年6月、草月Hall ※因新冠疫情全公演中止）

- 朗讀劇《Wizards witchery》（2019年3月16日 - 17日、Nissho Hall） - 飾演 Noin・立花
- 楓莊（カエデソウ） （2019年4月3日 - 7日、PAL STUDIO） - 飾演 曾根泰介
- Hyper Projection話劇「排球少年!!」（ハイパープロジェクション演劇『ハイキュー!!』） - 白布賢二郎
  - 飛翔（2019年11月1日 - 12月15日、TOKYO DOME CITY HALL 等）
- 舞台劇《宇宙戰艦提拉米斯》 - 飾演 羅密歐・阿爾法
  - 《宇宙戰艦提拉米斯Ⅱ～蟹・會自己剝殼嗎～》（宇宙戦艦ティラミス～蟹・自分でむけますか～）（2019年12月27日 - 2020年1月19日、品川Club eX 等）

#### 2020年
- 音樂劇《黑與白 -purgatorium-》（黒と白 -purgatorium-）（2020年2月19日 - 23日、日本青年館Hall）- 飾演 純潔・Sariel
- 舞台劇《Shock in Room! -快晴學園高校職員室-》（2020年4月1日 - 5日、CBGK涉劇!! ※因新冠疫情全公演中止）
- 《靛藍之夜》（インディゴの夜）（2020年5月9日 - 17日、Theater Sun Mall ※因新冠疫情全公演中止）- 飾演TKO
- 舞台劇《後台！3rd stage.》（バクステ！3rd stage.）（2020年7月29日 - 8月10日、赤坂RED/THEATER）- 飾演 阿久津善通
- 美男戰國THE STAGE～明智光秀篇～（イケメン戦国 THE STAGE〜明智光秀編〜）　(2020年9月4日 - 9月9日、EX THEATER ROPPONGI) – 飾演 德川家康

- 音樂劇《DREAM!ing》（ミュージカル『DREAM!ing』） - 飾演 望月悠馬（主演）
  - 音樂劇《DREAM!ing》 第1部（2020年12月24日 - 27日、IMP Hall / 2021年1月8日 - 17日、大手町三井Hall）

#### 2021年
- 音樂劇《刀劍亂舞》（ミュージカル「刀剣乱舞」） - 飾演 源清麿 
  - 東京心憶（東京心覚）（2021年3月7日 - 5月23日、日本全國巡迴）[17]

#### 2022年
- 舞台劇《科學怪人-cry for the moon-》（フランケンシュタイン-cry for the moon-）（2022年1月7日 - 16日、紀伊國屋Southern TAKASHIMAYA / 2022年1月20日 - 23日、COOL JAPAN PARK OSAKA TT Hall） - 飾演 威爾/ 其他
- 音樂劇《刀劍亂舞》（ミュージカル「刀剣乱舞」） - 飾演 源清麿
  - 超次元音樂祭2022（オダイバ!!超次元音楽祭－ヨコハマからハッピーバレンタインフェス2022）（2022年2月13日、Pia Arena MM）
  - 真劍亂舞祭2022（2022年5月8日 - 6月26日、日本全國巡迴）[18]
- 音樂劇《DREAM!ing》（ミュージカル『DREAM!ing』） - 飾演 望月悠馬
  - 音樂劇《DREAM!ing》 第2部Rainy Days（2022年7月8日 - 18日、品川王子大飯店Stellar Ball）
- 舞台劇《宇宙戰艦提拉米斯》 - 飾演 羅密歐・阿爾法
  - 《宇宙戰艦提拉米斯～想坐銀河列車去遊郭篇～》（宇宙戦艦ティラミス～銀河列車で遊郭行きてぇなぁ編～）（2022年10月、全勞濟Hall／Space・zero）
- 舞台劇《Zipang！》（ジパング！） （2022年11月16日 - 11月20日、草月Hall） - 飾演 阿図（主演）[19]
- 舞台劇 WBB vol.21《不能說的奇幻家庭》（いえないアメイジングファミリー）（2022年12月21日 - 24日、俳優座劇場） - 飾演 晴海（主演）
  - 朗讀劇 WBB vol.21《不能說的奇幻家庭》~聖誕夜的奇幻朗讀劇~（聖なる夜のアメイジング朗読劇）（2022年12月25日、俳優座劇場） - 飾演 晴海（主演）

#### 2023年
- 音樂劇《刀劍亂舞》（ミュージカル「刀剣乱舞」） - 飾演 源清麿 
  - 廣播劇《本丸花曆》  （2023年1月16日 - 、音樂劇《刀劍亂舞》官方網站PREMIUM會員特別企劃）[20]
  - 超次元音樂祭2023（オダイバ!!超次元音楽祭－ヨコハマからハッピーバレンタインフェス2023）（2023年2月11日、Pia Arena MM）

- 舞台劇《BLUE LOCK 藍色監獄》（舞台『ブルーロック』）（2023年5月4日 - 7日、大阪Sankei Hall Breeze / 5月11日 - 14日、東京Sunshine Theatre） - 飾演 蜂樂迴[21]
- 舞台劇《いとしの儚》（悪童会議 旗揚げ公演『いとしの儚』）（2023年7月6日 - 17日、品川王子大飯店Stellar Ball） - 飾演 三木松[22]
- 音樂劇《刀劍亂舞》（ミュージカル「刀剣乱舞」） - 飾演 源清麿
  - ㊇ 亂舞野外祭（㊇ すえひろがり 乱舞野外祭）（2023年9月17日 - 9月24日、富士急ハイランド・コニファーフォレスト）[23]
- 朗讀劇 Reading Theater『腎上腺素之夜』（リーディングシアター『アドレナリンの夜』）（2023年10月2日、東京建物 Brillia HALL）[24]
- 音樂劇《東京復仇者》（ミュージカル「東京リベンジャーズ」）（2023年11月24日 - 26日、天王洲 銀河劇場 / 12月1日 - 3日、Mielparque Hall大阪） - 飾演 橘直人[25]
- 朗讀劇『如果這世界貓消失了』（朗読劇「世界から猫が消えたなら」)（2023年12月16日、全勞濟Hall／Space・zero）- 飾演 我（主演）

#### 2024年
- 舞台劇《BLUE LOCK 藍色監獄 2nd STAGE》（舞台『ブルーロック 2nd STAGE』）（2024年1月18日 - 21日、京都劇場 / 1月25日 - 31日、HULIC HALL 東京） - 飾演 蜂樂迴[26]
- 音樂劇《DREAM!ing》 第3部 ～FUN!:C’est la vie～ 』（2024年3月23日 - 30日、品川王子大飯店Stellar Ball） - 飾演 望月悠馬[2]
- 朗讀劇Stage Reading『A Bright New Boise』（2024年5月10日 - 19日、KAAT神奈川藝術劇場 大Studio） - 飾演 Alex[3]
- 舞台劇《BLUE LOCK 藍色監獄 3rd STAGE》（舞台『ブルーロック 3rd STAGE』）（2024年8月9日 - 12日、東大阪市文化創造館 Dream House 大Hall  / 8月17日 - 25日、Theater H） - 飾演 蜂樂迴[27]
- 音樂劇《刀劍亂舞》（ミュージカル「刀剣亂舞」） - 飾演 源清麿
  - 祝玖壽 亂舞音曲祭（祝玖寿 乱舞音曲祭）（2024年10月5日 - 12月1日、日本全國巡迴）[28]
- 演劇Draft Grand Prixl THE FINAL（演劇ドラフトグランプリ THE FINAL）（2024年12月10日、日本武道館）- 劇團「來演戲吧」（劇団演劇やろうぜ）飾演 Takashi（たかし）[29]

#### 2025年
- Murder Mystery〜5人的證詞～（マーダーミステリーShowcase〜5人の証言〜（2025年1月17日 - 19日、全電通労働会館））[30]
- 音樂劇《東京復仇者》#2 Bloody Halloween（ミュージカル『東京リベンジャーズ』#2 Bloody Halloween（2025年3月28日 - 4月6日、天王洲 銀河劇場 / 4月11日 - 13日、京都劇場）） - 飾演 橘直人[31]
- 舞台劇《BLUE LOCK 藍色監獄 4th STAGE》（舞台『ブルーロック』4th STAGE（2025年5月15日 - 25日、THEATER MILANO-Za / 5月30日 - 6月1日、東大阪市文化創造館 Dream House 大ホール）） - 飾演 蜂楽廻[32]
- 音樂劇《刀劍亂舞》目出度歌誉花舞 十周年祝賀祭（ミュージカル『刀剣乱舞』 目出度歌誉花舞 十周年祝賀祭（2025年7月29日 - 30日、東京ドーム）- 飾演 源清麿[33]
- 音樂朗讀劇 可苦可樂 コブクロ JUKE BOX reading musical“FAMILY” vol.2（2025年8月4日 - 紀伊國屋Southern Theater TAKASHIMAYA）[34]
- 舞台劇《BLUE LOCK 藍色監獄 Episode-凪-》（舞台『ブルーロック -EPISODE 凪-』）（2025年11月20日 - 30日、Tokyo Dome City G-Rosso Theater） - 飾演 蜂楽廻[35]

## 節目主持

### 網路節目
- 佐藤信長之「旅行的信長」（佐藤信長の「旅する信長」）  [36]（2021年11月1日 - 每月第4週週一於OPENREC.tv ） - 節目主持人

### 廣播節目
- 佐藤信長的陷入泥沼而不可自拔!!（佐藤信長の沼にハマって抜け出せない!!）[37] （2022年4月2日 - 2023年9月30日、宮崎MRT Radio） - 節目主持人

## 其他演出

### 電視節目
- 高中講座 物理基礎（2017年4月12日 - 、NHK ETV） - 節目固定班底
- ABB FIA Formula E世界選手全（BS富士電視台） - 節目導覽
  - season7（2021年6月26日 - 8月28日）
  - season8（2022年2月12日 - 8月28日）
  - season9（2023年1月21日 - 8月13日）
  - season10（2024年1月13日 - )
- 火曜ゴールデン よかばん!!『＜特別企画＞東京で人気沸騰中のイケメン登場2.5次元俳優佐藤信長が思い出の地を巡る』[38] （2021年7月13日、宮崎電視台） - 節目嘉賓
- 火曜ゴールデン よかばん!!『＜特別企画＞佐藤信長が恩師と「はじめてのサシ飲み」』 [39]（2021年7月20日、宮崎電視台） - 節目嘉賓
- カンニング竹山のイチバン研究所（2021年8月14日、TOKYO MX） - 節目嘉賓
- 秘密のケンミンSHOW 極（2021年12月2日、日本電視台）- 宮崎縣代表
- 2022年 寅年だよ！ あけまして生放送SP（2022年1月1日、宮崎放送廣播） - 節目嘉賓
- Check！（2022年3月7日、宮崎放送廣播） - 節目嘉賓
- 火曜ゴールデン よかばん!! 『会える！ノブナガ！』[40]  （2022年3月15日、宮崎電視台） - 節目嘉賓
- 火曜ゴールデン よかばん!! 『佐藤信長の県下統一』 [41]（2022年3月29日、宮崎電視台）
- 佐藤信長之「旅行的信長」（佐藤信長の「旅する信長」）（2022年3月25日 - 4月15日、 神奈川電視台）
- Mama talk TVママテレ[42] （2022年4月2日、宮崎電視台） - 節目嘉賓
- Check！（2022年9月2日、宮崎放送廣播） - 節目嘉賓
- 新春よかばん！！今年はぴょぴょ〜んとウサギ跳びＳＰ（2023年1月1日、宮崎電視台） - 節目嘉賓
- 火曜ゴールデン よかばん!! 『＜サシ飲み＞佐藤信長が同級生のイケメン歌手と奇跡のサシ飲み！』[43] （2023年1月17日、宮崎電視台）
- 信長的智慧型手機（信長のスマホ）[44]  （2023年2月7日 - 、NHK ETV） - 飾演 織田信長（身體）
- 『みやざきゲンキＴＶ』（2023年2月12日、宮崎電視台） - 節目嘉賓
- #Link[45]（2023年4月3日 - 、宮崎電視台） - 節目評論員（不定期固定班底）
- 4時どき！（2024年4月1日 - 、宮崎電視台） - 節目評論員（不定期固定班底）

### 網路劇
- 【毛骨悚然的事】如果窺看房間的洞（【ゾッとする話】部屋の穴を覗くと）（2020年7月8日、YouTube）
- 短篇劇集企画『F列23號的男子』（F列23番の男）（2020年8月14日、YouTube等平台） - 第1話

### 電影
- 聖之青春（聖の青春）（2016年11月19日、KADOKAWA）
- 防毒面具的伊藤（映画「ガスマスクの伊藤さん」）（2021年）
- 人生千萬（劇場版 「人生いろいろ」）（2022年）

### 廣告
- 日本郵政 『はじめてのお給料編』（2018年）
- 花王 サクセス「髪の将来設計編」（2018年）

- モンテール ウェブ動画『モンテールの歌〜feat.シュークリーム先輩〜』（2017年） - タノシ[46]
- 株式会社デンサン55周年記念CM 「55周年の感謝」、「デンサンの健康経営」（2021年）[47]
- JA宮崎経済連「みやざきの花プロモーション」（2021年）[48]
- 株式会社デンサン「DXお品書き編」（2022年）[49]
- 万代Home「佐藤信長、万代ホームに出会う」（2024年）[50]
- 宮崎機場振興協議會 國際線SNS廣告代言人（2024年）[51]

### MV
- miwa『Princess』 （页面存档备份，存于） （2016年）
- diue 『Primary Code』 （页面存档备份，存于） （2017年）

## 其他活動

### 個人月曆/寫真集
- 佐藤信長月曆2022（2021年10月9日發售）
- 佐藤信長個人Photo book - ‘CHILDHOOD’ by Nobunaga Sato×Lui's（2022年Lui's服飾品牌聯名活動限定發售）
- 佐藤信長月曆 - Nobunaga Sato CALENDAR2023-2024 （2023年2月25日發售）[52]
- 佐藤信長月曆 - オートバイ男子部2.5公式 佐藤信長（2023年3月發售 ※期間限定）
- 佐藤信長月曆 - Nobunaga Sato CALENDAR2024-2025 桌曆式&壁掛式（2024年3月發售）

### 服飾聯名
- NBNG×Lui's[53]（2021年）- 服飾品牌聯名款設計監修
- NBNG×Lui's （2022年）- 服飾品牌聯名款設計監修
- NBNG×Lui's [54]（2024年）- 服飾品牌聯名款設計監修

### 個人Event
2021年
- 佐藤信長直播Event「新春！用直播串起感謝祭」（2021年1月11日、線上活動）
- 生日直播Event「佐藤信長 26th birthday online party!!」（2021年3月28日、線上活動）
- 佐藤信長 1st Fan meeting（2021年6月5日、Hall Mixa）

2022年
- 佐藤信長27th Birthday Party!!（2022年3月21日、Azalea大正Hall / 2022年3月30日、Space Y Hall）
- 旅行的信長 沖繩篇DVD發售Event（2022年5月28日、線上活動）
- 【NBNG×Lui's】佐藤信長訪店Event（2022年7月23日、Lui's EX store TOKYO店／2022年7月30日、Lui's EX store難波CITY店）
- 佐藤信長 FAN MEETING vol.2（2022年8月27日、Azalea大正Hall / 2022年9月3日、R's Art Court）
- 旅行的信長 大分篇DVD發售Event（2022年10月22日、品川Season Terrace Conference Hall）
- Nobunaga Sato X'mas Event 2022（2022年12月25日、線上活動）

2023年
- Nobunaga Sato 28th Birthday Event（2023年3月26日、Azalea大正Hall / 2023年3月30日、SUBIR AKASAKA TOKYO）
- 「佐藤信長CALENDAR 2023-2024」月曆簽書會（2023年4月2日、SUBIR AKASAKA TOKYO）
- 旅行的信長 北海道篇DVD發售Event（2023年5月27日、TUNNEL TOKYO Hall）
- 西武涉谷百貨 The Beautiful One 攝影展 TAKEI HIROKAZU PHOTO EXIBITION「素顏的結晶」佐藤信長x武井宏員（2023年8月22日－9月12日、西武涉谷百貨）
- 西武涉谷百貨 The Beautiful One M·A·C & Givenchy 彩妝 Talk show（2023年9月12日、西武涉谷百貨）
- 佐藤信長 FAN MEETING vol.3（2023年10月1日、大阪-Azalea大正Hall / 2023年10月21日、東京-浜離宮朝日Hall / 2023年11月4日、宮崎-宮交city 紫陽花Hall）
- 旅行的信長 山梨清里篇DVD發售Event（2023年12月9日、TUNNEL TOKYO）
- 舞台『BLUE LOCK藍色監獄』Blu-ray 購入者限定演員座談會（2023年12月23日、Mixalive TOKYO（Theater Mixa））- 第2部登壇
- Nobunaga Sato X'mas Event 2023（2023年12月25日、EBISU SHOW ROOM）

2024年
- Nobunaga Sato 29th Birthday Event（2024年3月31日、Nobunaga Hall/2024年4月14日、 MARRYGRANT AKASAKA Sea Blue）
- 『佐藤信長CALENDAR2024-2025』月曆簽售會（2024年4月13日、ORTIGA）

## 外部連結
- 佐藤信長官方Fan club網站 （页面存档备份，存于）
- 佐藤信長的Twitter帳戶 （页面存档备份，存于）
- 佐藤信長的Instagram帳戶 （页面存档备份，存于）
- 佐藤信長的YouTube頻道 - 佐藤信長チャンネル （页面存档备份，存于）
- 佐藤信長的Thread帳戶 （页面存档备份，存于）